# Евстафий Плакида (линейный корабль)
«Евстафий Плакида» — 66-пушечный парусный линейный корабль Балтийского флота Российской империи. Один из кораблей типа «Слава России». Один из самых знаменитых кораблей в истории русского флота. Был назван в честь раннехристианского святого Евстафия.

## История службы
Участвовал в Чесменской битве.
Погиб 5 июля 1770 года в Хиосском сражении вместе с экипажем 629 человек из-за взрыва крют-камеры во время абордажного боя с турецким флагманом линейным кораблём «Бурдж-у-Зафер», который также взорвался после «Евстафия».

## Командиры
- С.А. Мартынов (1763—1764)
- Ф.С. Плещеев (1766)
- А.И. Круз (1767—1770)